# 美丽棱子芹
美丽棱子芹（学名：Pleurospermum amabile）为伞形科棱子芹属的植物，为中国的特有植物。分布于中国大陆的云南、西藏等地，生长于海拔3,600米至5,100米的地区，见于山坡草地及灌丛中，目前尚未由人工引种栽培。